# Lakner Zoltán (politológus)
Lakner Zoltán (Budapest, 1975. augusztus 28. –) politológus, szociálpolitikus, újságíró.

## Tanulmányai, munkássága
1998-ban politológusként végzett a Miskolci Egyetemen, majd az Eötvös Loránd Tudományegyetemen szociálpolitikát tanult. 2003-ban lett az ELTE Társadalomtudományi Kar Szociálpolitikai Tanszékének oktatója. 2001-től a Hilscher Rezső Szociálpolitikai Egyesület elnökségi tagja. 2003–2010 között a Vision Politics elemzője volt. Rendszeresen jelennek meg írásai a sajtóban, illetve vállal fellépéseket a televíziók vitaműsoraiban. 2015-ben doktori fokozatot szerzett.
2016-tól a 168 Óra hetilap újságírója és főszerkesztő-helyettese. 2019 szeptemberében két társával, Tóth Ákossal (főszerkesztő) és Krajczár Gyulával együtt távozott a szerkesztőségből, a lap tulajdonosával kialakult ellentétek miatt. 2020. május 28-án Jelen címmel új hetilapot alapítottak.

## Magánélete
2014-ben a Budapest Pride alkalmából a nyilvánosság elé lépve nyíltan vállalta homoszexualitását.

## Főbb publikációi
Magyarország 2009-2013 címmel. 2014-ben tanulmánya jelent meg a Magyar polip 2. című kötetben Szemek a láncban. Patrónus-kliens függőségi viszonyok a maffiaállamban címmel.
- Utak és útvesztők. Az MSZP húsz éve; Napvilág, Bp., 2011 (20 év után)
- Lakner Zoltán–Tóth Ákos: Rendszerválás. Magyarország, 2009-2013; Pesti Kalligram, Bp., 2013
- Az igazságos kormányzás felé. A jövő baloldala, a baloldal jövője. Tanulmányok; szerk. Bíró-Nagy András, Lakner Zoltán; Napvilág, Bp., 2013
- Négy fordulat. Baloldali útkeresés; Jelenkor, Pécs, 2014